# Нийонгабо, Венусте
Венусте Нийонгабо (рунди и фр. Vénuste Niyongabo, род. 9 декабря 1973 года, Вугизо) — бурундийский легкоатлет, специализировавшийся в беге на средние и длинные дистанции, единственный олимпийский чемпион в истории своей страны.

## Биография
Родился на юге Бурунди в семье ветеринара и школьной учительницы, принадлежащих к племени тутси. В 14 лет начал заниматься лёгкой атлетикой. В 1992 году стал бронзовым призёром чемпионата мира среди юниоров в беге на 1500 метров. Дебютировав на взрослом чемпионате мира 1993 года в Штутгарте, дошёл до полуфинала на этой же дистанции. После этого выиграл несколько престижных турниров и завоевал третье место на чемпионате мира 1995 года в Гётеборге.
Однако из-за жёсткой конкуренции среди бегунов-средневиков на Олимпийских играх 1996 года решил выступать на более длинной дистанции 5000 м. Выйдя на старт этой дисциплины лишь в третий раз в жизни, он принёс Бурунди первую золотую медаль на первой же Олимпиаде, в которой представители данной страны принимали участие. На самом финише бурундиец сумел опередить кенийца Пола Битока и марокканца Халида Булами.
Травмы, которые преследовали Венусте после его триумфа в Атланте, привели к тому, что на следующей Олимпиаде в Сиднее он занял лишь 15-е место в полуфинале и вскоре после этого завершил карьеру.
После ухода из спорта Нийонгабо работал в итальянском подразделении компании Nike, иногда принимая участие в любительских забегах.